# Thomas Röhner

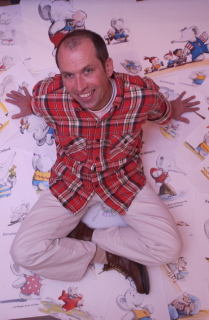
Thomas Röhner (2003)

Thomas Röhner (* 2. Oktober 1955 in Würzburg) ist ein deutscher Illustrator von Kinder- und Jugendbüchern und Kinderbuchautor.

## Leben
Röhner wuchs bei München auf, verbrachte seine Schulzeit in Bamberg und studierte nach dem Abitur zunächst Medizin in Würzburg, später Zahnmedizin in Münster. Während des Zahnmedizin-Studiums arbeitete er als freier Illustrator und malte 1990 sein erstes Kinderbuch für den Coppenrath Verlag. Der Verleger W.Hölker war auf die Schaufenstergestaltungen Röhners aufmerksam geworden, mit denen dieser sich sein Taschengeld verdiente, und bot ihm die Zusammenarbeit mit seinem Kinderbuchverlag an.
Neben seinem Beruf als Zahnarzt veröffentlichte Thomas Röhner in den darauf folgenden Jahren mehrere Bücher für Kinder und Jugendliche. Im Jahr 2002 schließlich übertrug er seine Praxis einem Nachfolger und machte das Illustrieren und Schreiben zum Hauptberuf. Röhner lebt in Hamburg.

## Künstlerisches Schaffen

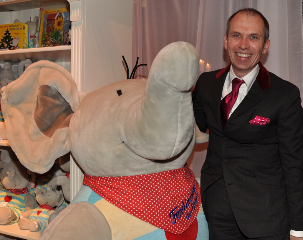
Thomas Röhner bei der ZDF-Gala mit „Ferdinand“ (2009)

Thomas Röhners Arbeiten als Illustrator und Autor reichen von plakativen Pappen- und Stoffbüchern für  Kleinkinder bis hin zu Sach-Titeln für ältere Kinder.
Mit dem „Wackelzahnbuch“ illustrierte Röhner 1999 ein interaktives Sachbuch zum Thema Zahnwechsel und in 15 Sprachen übersetzt wurde. Mit „Ferdinand der Elefant“ entwarf er 2003 das Maskottchen für die  deutsche Wohltätigkeits-Organisation „Ein Herz für Kinder“. Auf Einladung des Mannheimer Universitätsklinikums gestaltete Röhner 2006 den Öffentlichkeitsbereich der Kinderklinik mit großformatigen Wandgemälden. Seitdem ist auch Wandmalerei im Klinik-, Praxis- und Kindergartenbereich ein Schwerpunkt in Röhners Arbeit. 2008 schuf Röhner im Auftrag der Bertelsmann-Stiftung ein Buch für Grundschüler unter dem Titel „Die kleinen Schatzsucher“. Thomas Röhner hat etwa 30 Bücher und mehrere Merchandising-Produkte geschaffen.

## Publikationen
- Wenn Teddybären schlafen gehen, Röhner 1990
- Family Bear, Van der Meer u. Röhner 1992
- Da waren’s wieder 10, Röhner 1993
- Mein Bärenjunge, Röhner 1993
- Mein Bärenmädchen, Röhner 1993
- Bären-Alphabet, Röhner 1994
- Freunde halten zusammen, Anthologie, Röhner et al. 1996
- Das Bilderbuch mit meiner Geschichte, Langen u. Röhner 1999
- Das bin ich, Album, Röhner 1999
- Mein erstes Zahnputzbuch, Röhner 1999
- Das Wackelzahnbuch, Radünz u. Röhner 1999
- Glückwunsch, ein Junge!, Album, Röhner 2000
- Glückwunsch, ein Mädchen!, Album, Röhner 2000
- Igel, Hase, Bär – sicher im Verkehr, Leberer u. Röhner 2000
- Zwei wie Butz und Krümel, Reider u. Röhner 2000
- Trau dich, kleiner Bär! Prövestmann u. Röhner 2001
- Wo sind die Farben in der Nacht?, Thoma u. Röhner 2001
- Drei Schweinchen werden schlau, Reider u. Röhner 2002
- Rate mal, was Benni spielt, Puzzlebuch, Reider u. Röhner 2003
- Rate mal was Betti spielt, Puzzlebuch, Reider u. Röhner 2003
- Das verlorene Schaf, Röhner 2003
- Ferdinand der Elefant, Kessler u. Röhner 2003
- Such mich!, Röhner 2004
- Gute Nacht!, Röhner 2004
- So schmeckt das Glück! Kochbuch, Rias-Bucher u. Röhner 2004
- Ferdinand-Kalender 2005, Röhner 2005
- Ein Herz für dich allein, Röhner 2005
- Ferdinand-Kalender 2006, Röhner 2006
- Ferdinands Winterspaß, Röhner 2006
- Ferdinands Weihnachtsüberraschung, Röhner 2006
- Piraten!, Röhner u. Dohle 2007
- Mäxchen in der Osterwerkstatt, Kueri u. Röhner 2008
- Die kleinen Schatzsucher, Röhner für Bertelsmann-Stiftung 2009
- Oskar’s großes Gartenbuch, van Saan u. Röhner 2. Dezember 2010